# Кодокан
Институт Кодока́н (яп. 講道館 ко:до:кан, «Дом изучения Пути») — руководящая организация мира дзюдо. Институт Кодокан был основан Дзигоро Кано, создателем дзюдо, в 1882 году, занимает девятиэтажное здание в Токио, Япония.
Также название Кодокан часто употребляется как сокращённая форма названия созданного Дзигоро Кано стиля Кодокан дзюдо. Стиль Кодокан дзюдо представляет так называемое традиционное дзюдо, в котором перед занимающимися ставятся следующие цели:
- Физическое воспитание
- Подготовку к рукопашному бою
- Совершенствование сознания[1].

Помимо изучения техники борьбы (вадза), тренировочных схваток (рандори) и участия в соревнованиях (сиай), дзюдоисты изучают в Кодокане формальные парные комплексы приёмов (ката), технику реанимации (каппо), а также философские и нравственные аспекты, связанные с дзюдо. Этим Кодокан отличается от Международной федерации дзюдо, которая в большей степени сосредоточена на развитии спортивного (соревновательного) дзюдо.
Правила проведения соревнований и разрешённые к применению приёмы в Кодокан дзюдо и спортивном дзюдо несколько различаются.

## Функции

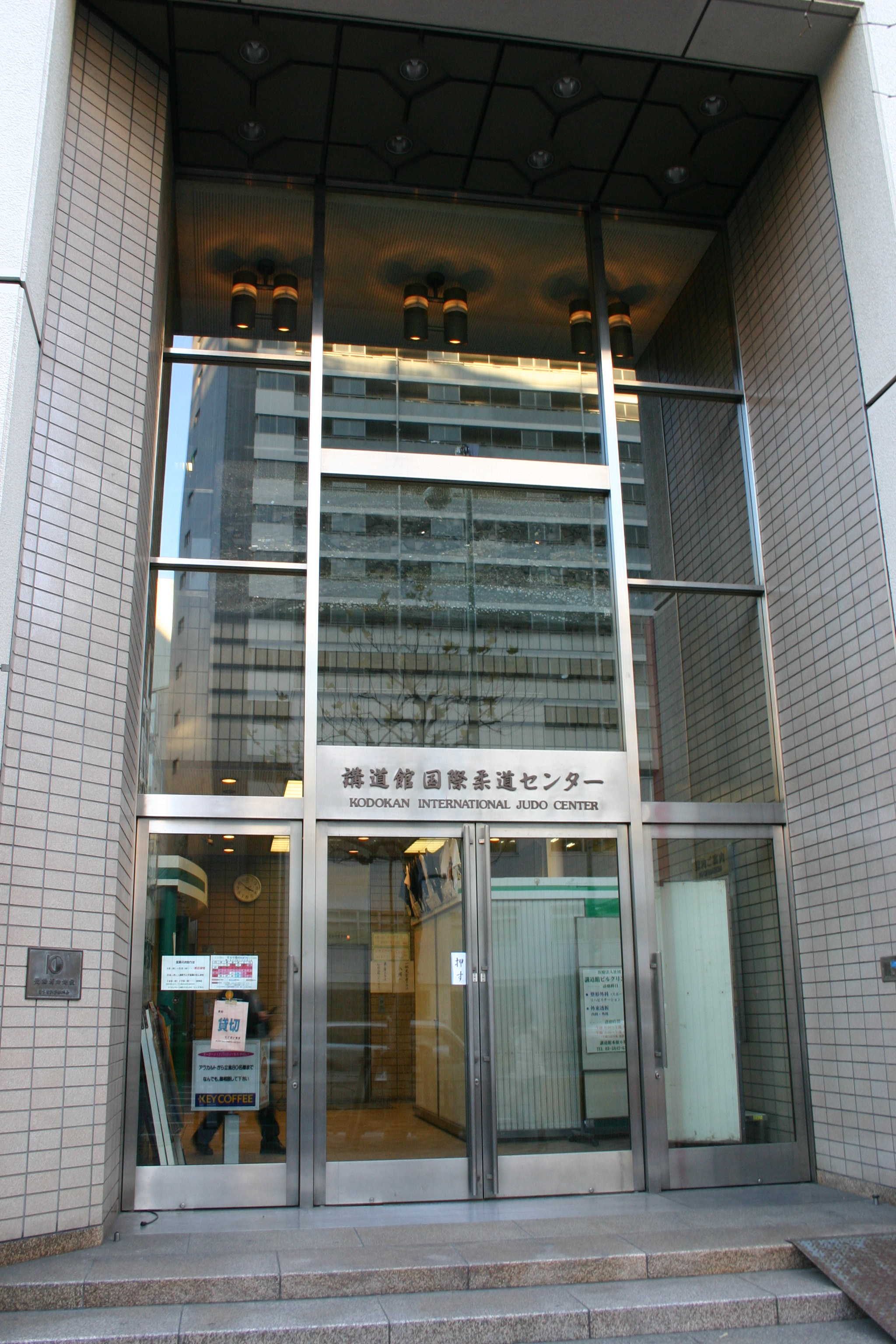
Главный вход в здание Института Кодокан

В Институте Кодокан проводятся занятия для всех, кто желает изучать дзюдо. Программа обучения аккредитована мэрией Большого Токио как дополнительная образовательная программа. Входящие в неё курсы включают теоретические основы и практику дзюдо, а также общеобразовательные дисциплины. Курсы обучения разделены на две основные части: общий курс для новичков и специальный курс для совершенствующихся дзюдоистов.
Кодокан также проводит аттестации дзюдоистов. Многие дзюдоисты во всём мире являются членами организации Кодокан дзюдо, и их даны зарегистрированы в Кодокане. В Кодокан дзюдо существует собственная система присваивания дзюдоистам степеней кю и дан, независимая от рангов, которые присваивает Международная федерация дзюдо.

## История
В момент основания института в нём было всего 9 студентов. Развитие дзюдо в годы его становления хорошо иллюстрируется увеличением тренировочных площадей самого Кодокана:
- 12 татами — май 1882, зал в буддистском монастыре Эйсё-дзи в Токио
- 10 татами — февраль 1883, в Дзимбо-тё, Канда
- 20 татами — сентябрь 1883, в доме Сихана, Кодзимати
- 40 татами — весна 1887, в доме Синагавы, Кодзимати
- 60 татами — апрель 1890, в Хонго-ку, Масага-тё
- 107 татами — февраль 1894, в Коисикава-тё, Симо Томисака-тё
- 207 татами — ноябрь 1897, в Коисикаве-тё, Симо Томисака-тё
- 314 татами — январь 1898, в Оцуке, Сакасита-тё
- 514 татами — декабрь 1919, в Касуга-тё, Бункё-ку
- 986 татами — март 1958, в Касуга-тё, Бункё-ку

В настоящее время тренировочные площади Кодокана составляют 1 206 татами в пяти основных додзё (главное додзё, школьное додзё, додзё для иностранных студентов, для женщин, для детей), плюс отдельное додзё для ветеранов дзюдо и изучения специальных техник.

## Руководство
- 1-й директор: Дзигоро Кано (с 1882 года по 1938 год)

- 2-й директор: Дзиро Нанго (племянник Дзигоро Кано, с 1938 года по 1946 год)

- 3-й директор: Рисэй Кано (сын Дзигоро Кано, с 1946 года по 1980 год)

- 4-й директор: Юкимицу Кано (внук Дзигоро Кано, с 1980 года по 2009 год)

- 5-й директор: Харуки Уэмура (Чемпион мира и Олимпийских игр, 9-й дан, с 2009 по настоящее время)

## Дзюдоисты с рангом 10-й дан, присвоенным Кодоканом
Ранги присвоены Дзигоро Кано:
- Ёситугу Ямасита (1865—1935), 10-й дан присвоен в 1935 году

- Хадзимэ Исогаи (1871—1947) — в 1937 году

- Хидэкадзу Нагаока (1876—1952) — в 1937 году

Ранги, присвоенные после смерти Дзигоро Кано:
- Кюдзо Мифунэ (1883—1965) — в 1945 году

- Кунисабуро Иидзука (1875—1958) — в 1946 году

- Каитиро Самуро (1880—1964) — в 1948 году

- Сётаро Табата (1884—1950) — в 1948 году

- Котаро Окано (1885—1967) — в 1967 году

- Мацутаро Сёрики (1885—1969) — в 1969 году

- Сёдзо Накано (1888—1977) — в 1977 году

- Тамио Курихара (1896—1979) — в 1979 году

- Сумиюки Котани (1903—1991) — в 1984 году

- Тосиро Дайго (род. 1926) — в 2006 году

- Итиро Абэ (род. 1923) — в 2006 году

- Ёсими Осава — в 2006 году[7]

## Здание

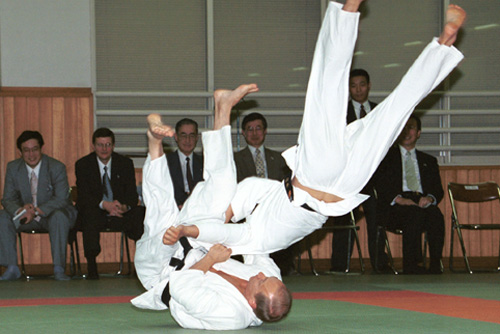
Президент Российской Федерации Владимир Путин на татами в Институте Кодокан 5 сентября 2003 года.

В здании додзё Кодокан 9 этажей (включая цокольный этаж), каждый из которых имеет определённое назначение: для проживания, тренировок дзюдоистов или исследований в области дзюдо.
В цокольном этаже расположен кафетерий и ряд конференц-залов.
На втором этаже находятся парковка, банк и магазин.
Третий этаж выделен под библиотеку и ещё ряд конференц-залов.
Четвёртый этаж предназначен для размещения дзюдоистов и гостей, проживающих в додзё.
На пятом этаже находятся раздевалки, а на шестом, седьмом и восьмом этажах расположены залы для тренировок (восьмой этаж называется Хомбу додзё — «Главное додзё»). На девятом этаже расположены трибуны для зрителей, которые могут наблюдать за выступлениями в зале Хомбу додзё.

## Исследовательский этаж
Мемориальный зал Кано, Исторический зал (музей), выставочная экспозиция и склады расположены на третьем этаже.
В этих залах представлены фотографии, иллюстрирующие развитие дзюдо, а также информация о некоторых выдающихся дзюдоистах. Кроме этого там представлены документы, фотографии и другая информация о жизни Дзигоро Кано и о людях, с которыми он был связан.
В обширной библиотеке на третьем этаже хранится около семи тысяч книг по тематике дзюдо, и планируется, что она и дальше будет расширяться.
На третьем этаже также расположены четыре исследовательских лаборатории (отдела):
1-я лаборатория. Изучение теории и истории дзюдо.
2-я лаборатория. Изучение психологии применительно к дзюдо.
3-я лаборатория. Технический анализ приёмов дзюдо. Исследование физической подготовки дзюдоистов.
4-я лаборатория. Изучение физиологии применительно к дзюдо.
Сотрудники исследовательских лабораторий используют данные фундаментальной и прикладной науки для совместной работы и обмена опытом с зарубежными исследователями дзюдо. Результаты исследований ежегодно бесплатно докладываются и демонстрируются широкой общественности.

## Проживание в Кодокане
Дзюдоисты, посещающие Кодокан и тренирующиеся в его залах, могут проживать на четвёртом этаже здания. Здесь имеются пять жилых комнат, в каждой из которых во время тренировочных сборов могут размещаться до двадцати человек. Инструкторы по дзюдо (сэнсэи) и спортсмены (в период между тренировочными сборами) могут жить в комнатах с отдельной ванной или душем по одному или по два человека.
Стоимость проживания в Кодокане следующая:
- Комната для участников тренировочных сборов: 1800 иен за ночь с человека.
- Одноместная комната: 3500 иен (около 29,58 долларов США) за ночь с человека.
- Одноместная комната класса «люкс»: 5000 иен за ночь с человека.
- Двухместная комната класса «люкс»: 9000 иен за ночь за комнату.
- Дополнительная кровать: 1800 иен за каждую.

## Посещение Кодокана
Лица, прибывающие в Токио с кратковременными визитами, могут посетить Кодокан в качестве экскурсантов. Также они могут принять участие в тренировках. Посетителям разрешается наблюдать за тренировками и соревнованиями. Для разовых тренировок требуется получить разрешение. Чаще всего разовым посетителям разрешают принять участие в рандори (свободной схватке) с иностранными студентами.

## Основной этаж здания Института Кодокан
Хомбу додзё расположено на восьмом этаже. Додзё спроектировано со всей тщательностью, чтобы обеспечить оптимальную упругость пола, хорошее освещение и вентиляцию.
В Хомбу додзё на восьмом этаже могут одновременно проходить до четырёх официальных соревнований. Площадь его покрытия составляет 420 татами и за соревнованиями могут наблюдать с девятого этажа до 900 зрителей. Главный зал имеет необходимое медицинское оборудование.

## Стиль одежды
Обучающимся в Кодокане разрешено носить дзюдоги только белого цвета. Ношение дзюдоги синего или других цветов считается невежливым. Эта традиция идёт из древних времён, когда самураи надевали для битвы под доспехи белое бельё, показывая тем самым свою готовность к смерти в сражении. Во время всех основных национальных и международных соревнований, проводимых в Японии, их участники, как правило, выступают в дзюдоги белого цвета.
Мужчинам также не разрешается надевать бельё под дзюдоги.